# Campanula cespitosa
Campanula cespitosa is een plant uit de klokjesfamilie (Campanulaceae). De soort komt voor in de oostelijke Alpen komt en in Slovenië en Kroatië.
De 10-30 cm hoge plant heeft een penwortel, waarmee de soort op rotsige ondergrond groeit. De 1-1,5 cm lange bloemen zijn bij de mond versmald. Ze hangen in een ijle tros. De stengels zijn slank en hoekig. De bloeitijd loopt van juli tot in september.
Voor in de tuin is de cultivar Campanula cespitosa 'Goldtau' geschikt.
... · 
C. alliariifolia · 
C. alpestris (Allioni's klokje) · 
C. alpina · 
C. americana · 
C. arvatica · 
C. barbata · 
C. baumgartenii · 
C. carpatica (Karpatenklokje) · 
C. cervicaria (Ruw klokje) · 
C. cespitosa · 
C. cochleariifolia · 
C. exigua · 
C. garganica · 
C. glomerata (Kluwenklokje) · 
C. grossekii · 
C. lasiocarpa · 
C. latifolia (Breed klokje) · 
C. medium (Mariëtteklokje) · 
C. patula (Weideklokje) · 
C. persicifolia (Prachtklokje) · 
C. portenschlagiana (Dalmatiëklokje) · 
C. poscharskyana (Kruipklokje) · 
C. pulla · 
C. punctata · 
C. pyramidalis (Piramideklokje) · 
C. rapunculoides (Akkerklokje) · 
C. rapunculus (Rapunzelklokje) · 
C. rhomboidalis (Bergklokje) · 
C. rotundifolia (Grasklokje) · 
C. sarmatica · 
C. scheuchzeri · 
C. sibirica · 
C. spicata · 
C. takesimana · 
C. thyrsoides · 
C. trachelium (Ruig klokje) · 
C. zoysii · 
...